# Partisplittring
Partisplittring, vanlig beteckning för när ett politiskt parti delas i två eller flera eller en falang eller underorganisation bryter med det ursprungliga partiet.

## Partisplittringar i Finland
- Socialdemokraterna hade under några år haft två falanger som inte alls samarbetade med varandra, och 1957 bröt sig den mot partiledningen oppositionella falangen ut formellt och bildade Arbetarnas och småbrukarnas socialdemokratiska förbund. Efter några år återvände dock många av de ledande i det nya partiet till socialdemokraterna och Arbetarnas och småbrukarnas socialdemokratiska förbund upphörde på 1970-talet.
- Sannfinländarna ingick i Finlands regering från 2015 när partiet 2017 valde en ny partiledare som inte alla uppskattade. Samtliga av partiets ministrar och en del andra riksdagsledamöter lämnade då partiet och bildade Blå framtid i stället. Ministrarna satt sedan kvar i regeringen fram till valet 2019 medan Sannfinländarna hamnade i opposition.

## Partisplittringar i Sverige
- Sveriges socialdemokratiska arbetareparti splittrades 1917 efter interna konflikter mellan en högerdominerad partiledning ledd av Hjalmar Branting och en radikal vänsterfalang ledd av Zeth Höglund som primärt hade sin maktbas inom ungdomsförbundet, men även inom det socialdemokratiska partiets vänsterfalang. Vid det Socialdemokratiska ungdomsförbundets kongress 13 till 16 maj 1917 bildade organisationen Sveriges socialdemokratiska vänsterparti, till vilken stora delar av socialdemokratins vänsterfalang anslöt sig.
- Liberala samlingspartiet splittrades på rusdrycksfrågan, där de två falangerna bildade Frisinnade folkpartiet och Sveriges liberala parti. De återförenades senare som Folkpartiet (nuvarande Liberalerna).
- Sveriges kommunistiska parti (nuvarande Vänsterpartiet) splittrades 1929, när de mindre Moskvatrogna bröt sig ur och bildade Socialistiska partiet, som kom att vara det större av de två under 1930-talet men upplöstes under 1940-talet.
- Vänsterpartiet kommunisterna (nuvarande Vänsterpartiet) splittrades 1967, när en vänsterfalang bröt sig ut och bildade Kommunistiska förbundet marxist-leninisterna (KFML), som sedan bytte namn till Sveriges kommunistiska parti.
- Vänsterpartiet kommunisterna (nuvarande Vänsterpartiet) splittrades 1977, när de mer Moskvatrogna bröt sig ur och bildade Arbetarpartiet kommunisterna. Två riksdagsledamöter följde med till den nya partibildningen.
- Sverigedemokraterna bröt 2015 med sitt dittillsvarande ungdomsförbund Sverigedemokratisk ungdom. Personer från det ungdomsförbundet bildade i början av 2018 partiet Alternativ för Sverige och några riksdagsledamöter från Sverigedemokraterna bytte parti till Alternativ för Sverige under våren samma år.